# Jacqueline H. Osterrath
Jacqueline H. Osterrath (Bretaña, 1922 - Alemania, 28 de octubre de 2007) fue una escritora, traductora y editora francesa adscrita al género de la ciencia ficción. Fundadora en 1963 del fanzine de ciencia ficción Lunatique, es más conocida por ser la primera traductora de la serie alemana Rhodan Perry.

## Obras selectas

### Novelas
- Hypérium (1967).
- L’astronaute et son chat Ludu (1969).

### Cuentos
- L'Amulette (1959).
- L'Arbre rose (1959).
- L’hôte (1960).
- Algues (1961).
- Münchhausen (1963).
- Pour le meilleur et pour le pire (1965).
- Frère Hans, mon frère Hans (1965).
- Prédiction (1965).
- Lorelei (1966).
- La tour blanche (1967).
- Le mot (1967).
- La chute de Troie (1967).
- Qui veut la fin… (1968).
- La Cloche qui n'alla pas à Rome (2011).
- Quatre pièces détachées d'un rêve (2011).
- Rivanone (2011).